# Silberstahl
Silberstahl ist eine heute nicht mehr geläufige Bezeichnung für Stähle mit der Werkstoffnummer 1.2210, die mit Chrom und Vanadium legiert sind (115CrV3).

## Eigenschaften
Silberstahl hat trotz seiner hohen Schnitthaltigkeit eine hohe Zähigkeit, weshalb er sich besonders gut zur Herstellung von Schneidwerkzeugen eignet, die keine hohe Wärmebeanspruchung erfahren (Kaltarbeitsstahl). Die gewünschte Endhärte lässt sich durch entsprechendes Anlassen gut einstellen.

## Verwendung
Reibahlen, Fräser, Gewindeschneidwerkzeuge, Spiralbohrer, Senker, Stanzwerkzeuge, Messvorrichtungen, Lehren, Dorne oder kleine, hochbelastete Wellen werden häufig daraus gefertigt. Auch Rasiermesser wurden früher aus Silberstahl hergestellt.
Wegen seiner gut zu beeinflussenden Härte eignet er sich auch gut für spezielle Schmiedearbeiten.

## Wärmebehandlung
Weichglühen bei 710–750 °C mit langsamer Abkühlung in der Hitze.
Härtetemperatur bei Abschreckung in Öl: 810–840 °C (angewandt bei Materialstärken unter 8 mm).
Härtetemperatur bei Abschreckung in Wasser: 780–820 °C (angewandt bei Materialstärken über 8 mm).
Die maximal erreichbare Härte liegt bei 64 HRC.
Erreichbare Endhärten durch Anlassen:
100 °C = HRC 64
200 °C = HRC 63
250 °C = HRC 62
300 °C = HRC 60

## Handelsformen
Silberstahl gibt es in der Regel nur als gezogene Rund- oder Vierkantstangen, die geschliffene und polierte Oberflächen in Toleranzen nach EN 10278 (früher DIN-Norm DIN 175) mit ISO-Toleranzfeld h9 haben.